# NGC 5753
NGC 5753 هي مجرة تتبع كوكبة العواء. اكتشفها Lawrence Parsons, 4th Earl of Rosse ‏ في 16 مايو 1787.

## روابط خارجية
- NGC 5753 على موقع ويكي سكاي: DSS2, SDSS, GALEX, IRAS, Hydrogen α, X-Ray, Astrophoto, Sky Map, Articles and images